# Liste der Bodendenkmäler in Motten (Bayern)
Auf dieser Seite sind die Bodendenkmäler in der unterfränkischen Gemeinde Motten zusammengestellt. Diese Tabelle ist eine Teilliste der Liste der Bodendenkmäler in Bayern. Grundlage ist die Bayerische Denkmalliste, die auf Basis des Bayerischen Denkmalschutzgesetzes vom 1. Oktober 1973 erstmals erstellt wurde und seither durch das Bayerische Landesamt für Denkmalpflege geführt wird. Die folgenden Angaben ersetzen nicht die rechtsverbindliche Auskunft der Denkmalschutzbehörde.

## Bodendenkmäler der Gemeinde

### Bodendenkmäler in der Gemarkung Kothen
| Lage                           | Objekt | Akten-Nr.     | Bild           |
| ------------------------------ | --- | ------------- | -------------- |
| Kothen Kirchgasse 7 (Standort) | Untertägige Teile der mittelalterlichen bis frühneuzeitlichen katholischen Pfarrkirche St. Matthäus in Köthen, Fundamente eines mittelalterlichen Vorgängerbaus sowie Körpergräber des Mittelalters und der Neuzeit. | D-6-5624-0020 | weitere Bilder |

### Bodendenkmäler in der Gemarkung Motten
| Lage                             | Objekt | Akten-Nr.     | Bild                                                           |
| -------------------------------- | --- | ------------- | -------------------------------------------------------------- |
| Motten Am Kirchberg 8 (Standort) | Archäologische Befunde des Mittelalters und der frühen Neuzeit, darunter solche des spätmittelalterlichen bis frühneuzeitlichen Vorgängerbaus sowie Körpergräber, im Bereich der 1966 mit Ausnahme des Chorturms im Wesentlichen neu errichteten katholischen Pfarrkirche St. Bartholomäus von Motten. Siehe auch: Mittelalter, Körpergrab | D-6-5624-0017 | Archäologische Befunde des Mittelalters und der frühen Neuzeit |

### Bodendenkmäler in der Gemarkung Speicherz
| Lage                 | Objekt                                                           | Akten-Nr.     | Bild |
| -------------------- | ---------------------------------------------------------------- | ------------- | ---- |
| Speicherz (Standort) | Verhüttungsplatz und abgegangenes Hammerwerk der frühen Neuzeit. | D-6-5624-0002 |      |